# Teodosio Barresi
Teodosio Barresi (Bari, 1937 – Bari, 11 luglio 2020) è stato un attore italiano.

## Biografia
Inizia la sua carriera di attore professionista nel 1986, recitando in teatro, televisione e cinema. Diventa noto al grande pubblico per il ruolo di Peppino nel film LaCapaGira di Alessandro Piva. Tra le ultime partecipazioni quella nel film Bar Giuseppe di Giulio Base ed in Stardust, un cortometraggio di Antonio Andrisani che lo vedeva protagonista insieme a Corrado Guzzanti. Muore la sera dell'11 luglio 2020.
Vinse postumo, nella sezione cortometraggi, il premio come miglior attore al 22º Festival internazionale "Inventa un film".

## Filmografia

### Cinema
- Tommaso Blu, regia di Florian Furtwängler (1986)
- Odore di pioggia, regia di Nico Cirasola (1989)
- Lacapagira, regia di Alessandro Piva (1999)
- Nemmeno in un sogno, regia di Gianluca Greco (2002)
- Bell'epoker, regia di Nico Cirasola (2004)
- L'ariamara, regia di Mino Barbarese (2005)
- Qui a Manduria tutto bene, regia di Enzo Pisconti (2008)
- Trappola d'autore, regia di Franco Salvia (2009)
- Loss of Taste, regia di Luca Nestola - video (2011)
- Pane e burlesque, regia di Manuela Tempesta (2014)
- Ameluk, regia di Mimmo Mancini (2014)
- Tulipani: amore, onore e una bicicletta, regia di Mike van Diem (2017)
- Ricchi di fantasia, regia di Francesco Miccichè (2018)
- Wine to Love - I colori dell'amore, regia di Domenico Fortunato (2018)
- Bar Giuseppe, regia di Giulio Base (2019)
- Il ladro di giorni, regia di Guido Lombardi (2019)
- La rivincita, regia di Leo Muscato (2020)
- Nicola - Cozze, kebab e coca cola, regia di Antonio Palumbo (2021)

### Televisione
- Professione vacanze, serie TV, regia di Vittorio De Sisti (1986)
- L'Ariamara, serie tv, regia di Mino Barbarese (1999)
- Ristretto di Polizia, sitcom, regia di Franz Roscino (2001)
- L'Ariamara 2, serie tv, regia di Vito Capuano (2001)
- E.R. Medici al Capolinea (2003-2004) - sitcom su Antenna Sud.
- La scelta di Laura, regia di Alessandro Piva - serie TV (2008)
- L'Ariamara 3, serie tv, regia di Donatella Bianco (2009)
- Urbano (2012) - sitcom su Antenna Sud.
- L'Ariamara 4, serie TV, regia di Federico Saltarelli (2014)
- Quelli dell'Ariamara, film TV, regia di Franco Salvia (2015)
- Imma Tataranni - Sostituto procuratore, regia di Francesco Amato - serie TV, episodio 1x02 (2019)

### Cortometraggi
- Sposerò Nichi Vendola, regia di Andrea Costantino (2010)
- Il bando, regia di Gianluca Sportelli (2011)
- Lo straniero, regia di Alberto D'Agnano e Dario di Viesto (2011)
- Piccola storia di mare, regia di Dario di Viesto (2013)
- Polis Nea, regia di Pierluigi Ferrandini (2017)
- Fuecu e Cirasi, regia di Romeo Conte (2017)
- Stardust, regia di Antonio Andrisani (2020)